# Bonniers Konsthall
Галерея «Bonniers Konsthall» (швед. Bonniers Konsthall, Stockholm) — художественная галерея в шведском городе Стокгольм, открывшаяся в сентябре 2006 года; выставкой-открытием стала экспозиция работ стипендиатов художественной премии «Maria Bonnier Dahlins stipendium»; расположена в пятиэтажном треугольном здании из стекла и бетона (с закругленными углами и кривыми линиями), построенном по проекту архитектора Йохана Цельсинга; поддерживается фондом «Maria Bonnier Dahlins stiftelse».

## История и описание
Галерея (кунстхалле) «Bonniers Konsthall» открылась в центре Стокгольма в сентябре 2006 года, хотя первые выставки в помещениях будущей галереи начали проводиться ещё в начале года. Галерея специализируется на представлении работ, созданных как шведскими, так и иностранными (международными) авторами — пытается стать форумом для обсуждения художественных проблем современного искусства (стать «движущей силой создания диалога об искусстве»). Проводит временные выставки как известных, так и начинающих художников и скульпторов; групповые мероприятия чередуются с персональными (иногда, ретроспективными) экспозициями, произведения для которых зачастую создаются специально для залов «Bonniers».
Помимо собственно выставок, кунстхалле «Bonniers Konsthall» ведёт и образовательную деятельность в области актуального искусства: кураторы создают как специальные школьные (и семейное) туры, так и проводят семинары для любителей искусства. Галерея ведёт обмен с другими шведскими и международными культурными учреждениями, сотрудничая в создании выставок и публикации каталогов. Учреждение ведёт своё начало от создания фонда Марии Боннье Далин (Maria Bonnier Dahlins stiftelse), который был основан в 1985 году; основателем выступила Жанетт Боннье, создав благотворительную организацию в память о своей дочери Марии Боннье Далин. С 1986 года фонд ежегодно присуждает стипендию имени Марии Боннье Далин — она вручается шведским художникам в возрасте до 35 лет.
Стеклянное здание, которое — по мнению самой галереи — имеет форму утюга, было построено по проекту архитектора Йохана Цельсинга (Johan Peter Folke von Celsing) — автора нового здания крематория на Лесном кладбище Стокгольма. Здание галереи расположено в непосредственной близости от железной дороги — в нескольких минутах ходьбы от центрального вокзала. В период с конца мая по конец августа 2017 года в галерее прошла масштабная групповая выставка «Another Side of the Shift», в которой приняли участие более восьми десятков художников, включая таких авторов как Бо Кристиан Ларссон (род. 1976), Карл Фредерик Ройтерсверд (Reuterswärd, 1934—2016), Хакан Ренберг и Улла Вигген.